# Allá donde muere el viento
Allá donde muere el viento es una película de Argentina filmada en Eastmancolor, dirigida por Fernando Siro según el guion de Enrique Torres, producida en 1976 y que nunca fue estrenada comercialmente. Tuvo como título alternativo el de Adonde muere el viento y son sus actores principales John Russell, Tippi Hedren, Roberto Dore y Mala Powers. El director de fotografía fue el futuro director de cine Aníbal Di Salvo.

## Sinopsis
Ambientada alrededor de 1890 en un país imaginario donde un gobernador manda matar a todos los leprosos.

## Reparto
- John Russell
- Tippi Hedren
- Roberto Dore
- Mala Powers
- Tom Castronuova
- Teresa Pare
- Enrique Liporace
- María Aurelia Bisutti
- Inda Ledesma
- Ignacio Quirós
- Nelly Panizza
- Valeria Franco
- Ovidio Fuentes
- Carlos La Rosa
- María De Aragón
- Cristina Allende

## Producción
Esta película fue filmada al mismo tiempo que Seis pasajes al infierno, utilizando el mismo equipo técnico y alternándose los días de rodaje, aunque en algunos casos se llegaron a realizar tomas para los dos filmes en el mismo día. Integraba un proyecto para hacer películas con temas propios del cine fantástico o ambientadas en otras épocas, con diálogos en inglés.
La actriz protagonista Tippi Hedren había actuado en Los pájaros (1962) y Marnie, la ladrona (1964), ambas dirigidas por Alfred Hitchcock. El papel protagónico masculino a cargo de John Russell iba inicialmente a ser desempeñado por Cameron Mitchell. 